# Nanne Nauta
Nanne Nauta (Gorinchem, 22 april 1959) is een Nederlands dichter.
Nanne Nauta ging naar de Agatha Snellenschool in Utrecht en naar het Christelijk Gymnasium. Hij studeerde Franse taal- en letterkunde aan de Universiteit van Utrecht. Tijdens zijn studie was hij oprichter van SAd’E (Salon Artisanal d’Ecriture), een schrijversgroep in navolging van het Franse Oulipo (met onder anderen Raymond Queneau, Georges Perec, Italo Calvino). Fascinaties die terug te vinden zijn in zijn werk: sonnet, flarf, natuur, getallen en taal. Bedenker van het kruissonnet, de sudaiku en de hyperhaiku. Gedichten verschenen in diverse bloemlezingen waaronder Komrijs Nederlandse Poëzie van de 19de tot en met de 21ste eeuw in 2000 en enige gedichten, op Rottend Staal, in Krakatau en de Volkskrant. Nauta wordt gerekend tot de grote drie van de Nederlandse flarfdichters, naast Ton van 't Hof en Mark van der Schaaf. Hij was van 2012 t/m 2019 lid van het Utrechts Dichtersgilde.
Nanne Nauta is eigenaar van Uitgeverij crU.